# Український Дмитро Михайлович
Дмитро́ Миха́йлович Украї́нський (3 листопада 1979 — 8 серпня 2018) — молодший сержант Збройних сил України, учасник російсько-української війни.

## Життєпис
Народився 1979 року в місті Хрестівка (колишнє Кіровське, Донецька область); останнім часом мешкав у Лисичанську.
6 серпня 2014 року добровольцем пішов на фронт в складі БПСМОП «Луганськ-1», виконував завдання біля Сєвєродонецька, Дебальцевого, Щастя, Кримського, сержант 3-го взводу. Узяв псевдо на честь персонажа донбаського фольклору «Шубіна» — доброго духа, який нібито живе в забоях. З 2017-го проходив службу за контрактом у ЗСУ; молодший сержант, командир відділення штабних машин взводу управління розвідувальної роти 24-ї бригади.
8 серпня 2018 року загинув у бою поблизу Майорська, прикриваючи розвідгрупу в «сірій зоні». Дмитро — як командир групи прикриття — повідомив про засідку і з 19-річним бійцем вступив у бій з переважаючими силами противника. Переконавшись, що основна група вийшла із району виконання завдання, дав наказ побратиму на відхід. Після цього зв'язок із ним було втрачено, пошуки не закінчилися нічим. Надалі було встановлено, що Дмитро загинув, а тіло забрали терористи — побратими упізнали його за татуюванням на фото. 10 серпня тіло Дмитра передане українській стороні.
Похований 15 серпня 2018-го в Лисичанську.
Без Дмитра лишились дружина Юлія в Лисичанську (одружився за тиждень до загибелі) та син від першого шлюбу.

## Нагороди та вшанування
- указом Президента України № 411/2018 від 5 грудня 2018 року «за особисту мужність і самовіддані дії, виявлені у захисті державного суверенітету та територіальної цілісності України, зразкового виконання військового обов'язку» — нагороджений орденом Богдана Хмельницького III ступеня (посмертно)[1]
- Почесний громадянин Слов'янська (посмертно)[2]